# Фінт
Фінт — багатозначний термін, що характеризує удаваність чи оманливість певної дії. Термін найчастіше вживають у спорті. Може вживатись у переносному, іронічному значенні, як сленг (наприклад, фінт вухами).

## Вживання
- В спортивних іграх (футбол, баскетбол, хокей) та єдиноборствах (боротьба, бокс, кікбоксинг, фехтування) фінт — це оманливий маневр, рух, випад тощо, який виконується з метою дезорієнтувати суперника чи примусити його поспішно зреагувати, припуститись помилки.
- В сноубордингу фінт — це зміна сноубордистом стійки під час руху на сноуборді.

## Походження
Слово походить із романо-германської групи мов. Слова, співзвучні «фінт», є прикметниками в англійській, французькій та італійській мовах (англ. feint, фр. feinte та італ. finto), де мають такі значення: «удаваний», «оманливий», «несправжній», «неправдивий» тощо).